# Sinzos
Sinzos ist eine französische Gemeinde mit 136 Einwohnern (Stand 1. Januar 2022) im Département Hautes-Pyrénées in der Region Okzitanien. Sie gehört zum Kanton La Vallée de l’Arros et des Baïses und zum Arrondissement Tarbes. 

## Lage
Sie ist umgeben von folgenden Nachbargemeinden:
| Laslades       | Gonez                                       | Moulédous |
| Lansac         | Kompassrose, die auf Nachbargemeinden zeigt | Clarac    |
| Lhez, Lespouey |                                             | Bordes    |

## Bevölkerungsentwicklung
| Jahr                      | 1962 | 1968 | 1975 | 1982 | 1990 | 1999 | 2008 | 2016 |
| ------------------------- | ---- | ---- | ---- | ---- | ---- | ---- | ---- | ---- |
| Einwohner                 | 117  | 108  | 102  | 113  | 117  | 124  | 139  | 146  |
| Quelle: Cassini und INSEE |      |      |      |      |      |      |      |      |